# Blade (film)
Blade è un film del 1998 diretto da Stephen Norrington e basato sull'omonimo personaggio dei fumetti della Marvel Comics
Il film ha avuto due seguiti: Blade II (2002) e Blade: Trinity (2004).

## Trama
1967, in un ospedale, Vanessa Brooks sta per partorire: il bambino nasce, ma lei muore. La scena successiva, dopo i titoli iniziali, è ambientata a New York, nel presente. Una misteriosa ragazza porta un ragazzo in una lugubre discoteca sotterranea. Mentre i due si accingono a ballare, viene spruzzato del sangue dal soffitto e tutti i presenti, compresa la ragazza, si rivelano essere vampiri. Il ragazzo spaventato scappa via. A questo punto fa il suo ingresso in scena un uomo afroamericano vestito di nero e con indosso occhiali da sole, che apparentemente terrorizza la folla di vampiri che lo chiamano il "Diurno".
Blade, questo il suo nome di battaglia (in realtà si chiama Eric Brooks), ingaggia una lotta contro i vampiri, uccidendoli e facendoli diventare cenere e alla fine della scena brucia un vampiro in particolare, Quinn, scagnozzo del crudele Diacono Frost, al quale dà la caccia. Ma l'arrivo della polizia lo costringe alla fuga, gli agenti spengono il corpo carbonizzato.
All'ospedale, la dottoressa Karen Jenson sta esaminando il cadavere di Quinn insieme ad un collega. Improvvisamente il corpo si rialza, uccidendo il suo collega. Karen cerca di fuggire ma viene ugualmente raggiunta da Quinn e morsa. Blade arriva con passo deciso e combatte con Quinn, riuscendo a recidergli una mano. Arriva anche la polizia che, invece di sparare a Quinn, colpisce numerose volte Blade senza esito, perché protetto da un giubbotto antiproiettile. Quinn riesce a fuggire e Blade, vista Karen ferita a terra che gli ricorda la madre, la porta in salvo.
Blade arriva con Karen alla sua base dove trova il suo alleato e mentore, Abraham Whistler. Whistler inietta un antidoto alla dottoressa, sperando che questo funzioni. In queste scene viene spiegato che Blade è metà umano e metà vampiro, dotato di tutti i poteri dei vampiri e di nessuna delle loro debolezze, tranne che invecchia normalmente e ha la sete di sangue: per sopprimerla deve iniettarsi un siero verso il quale, però, il suo corpo ha iniziato a sviluppare resistenza andando avanti nel tempo, e quindi per essere efficace deve essergli iniettato in dosi che possono essere letali.
Successivamente nella House of Erebus, il concilio dei vampiri, Dragonetti discute con altri membri dei numerosi e sempre più frequenti attacchi di Blade, incolpando di tutto ciò Frost e lo accusano di non essere un "purosangue" (purosangue è colui che è nato vampiro, il Diacono non lo è perché è stato trasformato in seguito tramite morso). Questi disprezza che i vampiri si alleino con gli umani corrotti per mantenere la loro riservatezza, asserendo che gli umani siano solo il loro cibo e che vadano trattati così.
Rimessa in sesto, ma non guarita, dall'antidoto, Karen, che è un'ematologa, comincia a lavorare ad una cura permanente per riuscire a non trasformarsi in un vampiro, sfruttando le ricerche di Whistler. Karen viene a sapere che Whistler conosce Blade sin da quando era adolescente, quando aveva appena iniziato a nutrirsi di sangue umano perché la sete in lui si era risvegliata con la pubertà. All'inizio lo credeva un vampiro e per poco non lo aveva ucciso, ma dopo aver capito cosa fosse lo aveva cresciuto come un figlio e addestrato a combattere i vampiri, fornendogli le conoscenze e le armi, iniziando a combatterli per sentirsi più umano. Whistler invece combatte i vampiri per vendetta, perché un tempo aveva una famiglia composta da una moglie e due bambine: un vampiro le aveva  uccise tutte e tre obbligandolo per divertimento a scegliere in quale ordine, rompendogli poi una gamba, rendendolo zoppo. Whistler è anche malato di cancro (sembra terminale) e, sebbene non lo dia a vedere, Blade è preoccupato per la sua salute.
Karen torna a casa e viene attaccata da un poliziotto, che si rivelerà un "familiare", ovvero un umano che ha deciso di servire i vampiri nella speranza di diventarlo a sua volta, fedele a Frost, ma Blade la salva e dopo aver derubato l'agente (unico metodo che lui e Whistler hanno come sostentamento), lo liberano e lo seguono. Blade e Karen fanno irruzione in un locale di Frost, nel quale scoprono il piano del vampiro: evocare La Magra, il Dio del Sangue venerato dai vampiri. Attaccati a sorpresa da un esercito a servizio di Frost, i due riescono a fuggire, grazie all'aiuto di Whistler. Qui Blade viene raggiunto e attaccato da Quinn, ma riesce a sconfiggerlo dopo una lotta, mozzandogli nuovamente una mano e facendolo scappare. Tornati al rifugio, Karen cerca di lavorare ad una cura non solo per sé ma anche per Blade, inoltre gli fornisce una nuova arma, l'EDTA, un anticoagulante usato in ospedale che, iniettato ai vampiri, li fa esplodere in mille pezzi. Blade, subito dopo, incontra Frost alla luce del giorno (i vampiri sperimentano creme e sieri che permettono loro di stare al sole per poco tempo). Frost gli propone di allearsi con loro e mettere fine alla guerra. Blade rifiuta e lo attacca, tuttavia Frost riesce a fuggire.
Karen, da sola con Whistler, lo informa di aver creato una cura contro il vampirismo che consiste nell'iniezione di un retrovirus che riscrive il DNA delle vittime contagiate dal virus dei vampiri. Questa cura funziona con i vampiri che non sono "purosangue" visto che la natura vampiresca non fa parte del loro DNA, ma non è ancora sicura se possa funzionare su Blade, visto che lui non è stato morso ma è nato già così. I due vengono interrotti dagli uomini di Frost, che fanno irruzione. Tornato alla base, Blade trova un video messaggio di Frost (che gli dice del rapimento di Karen) e trova Whistler in condizioni gravissime. Il mentore chiede a Blade di dargli la sua pistola per uccidersi prima che i vampiri lo facciano al posto suo. Blade è deciso ad uccidere Frost e così fa irruzione alla base dei vampiri, compiendo una strage. Nella base Blade, però, ha una terribile sorpresa: la madre non è morta. Infatti è divenuta una vampira dopo essere risorta dalla morte e adesso è l’amante del Diacono. Per lo shock, Blade non si accorge delle guardie che lo tramortiscono e, insieme a Karen, lo portano nel tempio dove il piano di Frost si deve compiere.
Nel tempio, dove Blade (privo di siero) ormai è debole e assetato di sangue, Frost spiega il suo piano: col sacrificio di dodici membri purosangue del concilio, lui darà vita a La Magra, che entrerà nel suo corpo e lo renderà una divinità che trasformerà ogni essere umano in un vampiro senza più distinzioni tra chi sia purosangue e chi no, di fatto facendo svanire gli esseri umani dal pianeta. Per fare questo, Blade viene quasi totalmente dissanguato; il suo sangue serve a Frost come chiave finale per dare vita a La Magra. Intanto Karen, riuscita a scappare dalle grinfie del suo ex-collega, trasformato in uno zombie vampiro, libera Blade, dal quale si fa mordere il collo affinché lui ritrovi forza ed energia. Il rito prosegue: un fulmine ricade sul tempio e attraversa il punto in cui Blade era rinchiuso, attivando il tempio; il sangue di Blade sulla fronte di ognuno dei dodici purosangue funge da guida per il fulmine che colpisce tutti e dodici i sacrificati: escono le loro anime di vampiri, sotto forma di scheletri alati che circondano Frost e attraversano il suo corpo più volte, per poi entrarvi permanentemente. Blade uccide sua madre e ingaggia una lotta contro gli uomini di Frost (uccidendo anche Quinn, stavolta decapitandolo), per arrivare a Frost che è ormai trasformato. Blade lo attacca con la spada e ha apparentemente la meglio tagliando un braccio a Frost e tranciandolo in due, ma Frost ormai è immortale. Dal corpo del vampiro esce del sangue che riunisce le sue parti e anche il braccio amputato si rigenera. Lo scontro sembra volgere a sfavore di Blade, la cui spada è inutile, ma avendo capito che il potere di Frost dipende dal sangue ha l'idea di lanciare molte siringhe di EDTA contro di lui. L'anticoagulante impedisce al sangue di Frost, la fonte dei suoi poteri rigenerativi, di consolidarsi e provoca la violenta esplosione del suo corpo e con essa la sua morte, dato che ora è un purosangue, non prima di essere sbeffeggiato dal cacciatore.
Usciti dal tempio, Karen offre la sua cura a Blade, che rifiuta. Prendere la cura vorrebbe dire perdere i poteri e non poter più combattere la sua guerra contro i vampiri. Blade riesce a strappare una promessa alla dottoressa: riuscire a creare un siero più efficace contro la sua sete di sangue.
Nel finale, ambientato a Mosca in Russia, si vede Blade sfoderare la sua spada pronto ad affrontare un vampiro che sta per mordere una ragazza, facendo presagire che la lotta del protagonista contro i vampiri non è finita.

## Personaggi
- Wesley Snipes è Eric Brooks / Blade: è uno spietato cacciatore di vampiri immune ai loro morsi ed un supereroe dannato.
- Stephen Dorff è Diacono Frost: la nemesi di Blade, vuole dominare gli umani.
- N'Bushe Wright è Karen Jenson: ematologa morsa da un vampiro, alleata di Blade.
- Kris Kristofferson è Abraham Whistler: mentore ed alleato di Blade.
- Donal Logue è Quinn: braccio destro di Diacono Frost.
- Arly Jover è Mercury: fidanzata di Diacono Frost.
- Sanaa Lathan è Vanessa Brooks: la madre di Blade, divenuta vampira.
- Udo Kier è Dragonetti: un purosangue.
- Kevin Patrick Walls è Krieger: un poliziotto alleato di Diacono Frost.
- Tim Guinee è Curtis Webb: ex-fidanzato di Karen, viene morso.

### Cameo
- Traci Lords, ex-attrice porno, interpreta Raquel in un cameo all'inizio della pellicola (la ragazza che accompagna il ragazzo alla discoteca).
- La figlia di Bruce Lee, Shannon Lee, appare brevemente nella sequenza iniziale, quando la madre di Blade viene portata all'ospedale.

## Produzione
I produttori Peter Frankfurt e Michael De Luca acquisirono i diritti di Blade dalla Marvel Comics negli anni novanta; fu ingaggiato come sceneggiatore David S. Goyer, la cui sceneggiatura venne esaltata anche da Stan Lee. Il protagonista Wesley Snipes suggerì il nome di Stephen Norrington come regista, avendo apprezzato la sua opera prima Death Machine; il regista venne, successivamente, confermato.
Le riprese si svolsero a Los Angeles.
(Il produttore Peter Frankfurt.)

## Colonna sonora

### Blade Original Motion Picture Soundtrack
La colonna sonora del film, intitolata Blade, è stata distribuita dalla TVT Records a partire dal 25 settembre 1998.

#### Tracce
1. Mystikal – The Edge of the Blade – 4:12
2. Gang Starr e M.O.P. – 1/2 e 1/2 – 4:17
3. KRS-One e Channel Live – Blade – 3:11
4. Down 2 Earth e Rome – Fightin' a War – 4:01
5. P.A. – Reservations – 4:26
6. Wolfpak – Gangsta Bounce – 5:27
7. Kasino – Things Ain't the Same – 4:33
8. Bounty Killer, Big Noyd e Mobb Deep – Deadly Zone – 5:00
9. Majesty e Bizzy Bone – Blade 4 Glory – 3:45
10. EPMD vs. Mantronik – Strictly Business – 3:36
11. Roger Sanchez e Soulson – Wrek Tha Discotek – 6:13
12. New Order – Confusion (1995 Pump Panel Remix) – 10:12
13. Expansion Union – Playing with Lightning – 4:31
14. DJ Krush – Dig This Vibe – 4:54
15. Junkie XL – Dealing with the Roster – 5:33

### Blade Original Motion Picture Score
Lo score del film, invece, è stato composto da Mark Isham.

#### Tracce
1. Intruder
2. Daywalker
3. Somebody's Gonna Take You Out
4. Top of the Food Chain
5. Temple of Light
6. The Bleeding Stone
7. The Blood God

## Distribuzione

### Edizioni home video
Il DVD del film è stato originariamente distribuito dalla Warner Bros. a partire dal 22 dicembre 1998; il film è stato presentato sul mercato con i seguenti contenuti speciali:
- Trailer cinematografico;
- Realizzando Blade: il making of;
- La Magra: finale alternativo;
- Dietro le quinte;
- Schede cast & crew.

Una seconda edizione è stata distribuita da Eagle Pictures e presenta audio rimasterizzato e contenuti speciali inediti:
- Commento audio del regista Stephen Norrington;
- Speciale sul fumetto;
- Trailer cinematografico;
- Realizzando Blade: il making of;
- La Magra: finale alternativo;
- Dietro le quinte;
- Schede cast & crew.

## Accoglienza

### Incassi
Il film ha incassato a livello mondiale 131183530 $, di cui 70 087 718 $ solo negli Stati Uniti. Il successo della pellicola spinse non solo la New Line Cinema a mettere in cantiere un sequel ma convinse anche i Marvel Studios a produrre altre pellicole tratte dai fumetti della Marvel Comics.

### Critica
Blade ricevette recensioni miste da parte della critica cinematografica all'epoca della sua uscita; su Rotten Tomatoes il film detiene il 59% di recensioni positive basato su 111 giudizi, con un voto medio di 6/10. Il consenso del sito recita "Sebbene alcuni possano trovare la trama un po' lacunosa, l'azione di Blade è feroce, soddisfacente e appropriatamente stilosa per l'adattamento di un cinefumetto".
Il critico Roger Ebert ha assegnato al film 3 stelle su 4, scrivendo: "Blade... è un film che assapora uno stile visivo elevato. Utilizza angoli di ripresa estremi, costumi e set bizzarri, ombre esagerate, il taglio sicuro tra lunghe riprese e primi piani estremi. Si spinge avanti con immagini viscerali pure".
James Berardinelli fu invece più severo, dando al film solo 2 stelle e mezzo su 4, criticando la pellicola per la sua conclusione logorante, nonostante una prima parte interessante.
Col tempo il film è assurto allo status di cult movie, venendo nelle volte indicato come il film che ha contribuito, assieme ad X-Men di Bryan Singer, a salvare il genere dei cinefumetti.

## Altri media
Nel 2000 l'Activision ha pubblicato per Game Boy Color e PlayStation il videogioco Blade, ispirato al film.